# Bad Blog Of Musick
Das Bad Blog of Musick ist ein von dem Komponisten Moritz Eggert begründetes Blog, das von der neuen musikzeitung gehostet wird. Neben Moritz Eggert schreiben regelmäßig der Komponist Alexander Strauch, der Dramaturg und Komponist Arno Lücker, die Komponistin Julia Mihály und der Dramaturg Patrick Hahn Beiträge über das aktuelle Musikgeschehen. Dazu kommen Gastbeiträge. Das Blog untersteht zwar der neuen musikzeitung, es besteht aber keine redaktionelle Betreuung.
Das Bad Blog versteht sich als Debattenplattform und zeichnet sich durch einen besonders spitzen bis satirischen Sprachton aus.
Nach eigenen Angaben ist es das meistgelesene Blog über zeitgenössische Musik.

## Artikelserien
- Neue Musik / Musikfeature / SoundArt von Martin Hufner: eine Übersicht der Neue-Musik-Radiosendungen der kommende Woche
- op. 111 – Eine Analyse in 335 Teilen von Arno Lücker: Lücker analysiert Beethovens letzte Klaviersonate c-Moll op. 111 Takt für Takt[2]
- Everything that is wrong with „Mozart in the Jungle“ von Moritz Eggert (englischsprachig): über die musikalischen Fehler in der Serie Mozart in the Jungle[3]
- Der Musikgeschichtserklärbär von Arno Lücker: in vermeintlicher Jugendsprache wird Musikgeschichte vermittelt bzw. sich darüber satirisch ausgelassen[4]
- Arnie und Lottie von der Komponistin Carlotta Rabea Joachim und Arno Lücker: griff YouTube-Trends auf und adaptierte sie auf Bedürfnisse des Neue-Musik-Publikums [Beiträge derzeit offline, Stand: 12. Januar 2018]